# 波拿巴角
波拿巴角（英語：Péninsule Bonaparte）是南極洲的海岬，位於帕默群島的昂韋爾島西南岸，由讓-巴蒂斯特·夏古率領的法國探險隊繪入地圖，現時由南極條約體系管理。

## 外部連結
64°46′46″S 64°03′58″W / 64.77944°S 64.06611°W